# Виктор Старухин
Виктор Старухин (известен също като Виктор Старфин и с японското си име Суда Хироши) е руски и японски бейзболист.
Най-известен е като играч на „Токио Кьонджигун“, където играе 10 сезона и става първия питчер с 300 победи в местния шампионат. Двукратен MVP на лигата през 1939 и 1940 г. Посмъртно е включен в японската бейзболна зала на славата през 1960 г.

## Биография
Роден е през 1916 г. в Нижний Тагил. По време на гражданската война семейството емигрира в Харбин, Китай, а през 1929 г. се установява в Япония. Там Старухин започва да тренира бейзбол и поради физическите си данни бързо се превръща в потенциална звезда. Поради действащия тогава закон, който не разрешава студенти да бъдат професионални спортисти, Старухин е напът да се откаже от спорта, за да учи в университета Васеда, но все пак през 1934 г. преминава в тима на Токио Кьонджигун.
През есента на 1934 г. играе за японския национален отбор в демонстративен мач с тима на САЩ. Американците предлагат на Старухин да играе при тях, но той отказва. През 1939 и 1940 г. става най-полезен играч в японското първенство. Въпреки това, поради нарастващия национализъм в Япония, му е отказано да получи гражданство. През 1944 г. е освободен от Кьонджигун. Поради тежкото си финансово положение, е принуден със семейството си да живее в лагер за интернирани.
След края на Втората световна война се опитва да се завърне в Кьонджигун, но му е отказано. Все пак през 1946 г. подновява кариерата си в тима на Пасифик Робинс. През 1948 г. да премине в Даиеи Старс. През 1952 г. играе в мача на звездите на японската бейзболна лига. Приключва кариерата си в тима на Томбоу Юниънс през 1955 г. След края на кариерата си работи като радиоводещ.
Умира на 12 януари 1957 г. при катастрофа. Погребан е в Токио.
В памет на Старухин е именуван стадион в Хокайдо, публикувани са книгите „Мечтата и славата на бялата бейзболна топка“, „Великият питчър от Русия“.

## Успехи
- MVP на японската бейзболна лига – 1939, 1940
- Best Nine – 1940
- В отбора на звездите – 1952
- Зала на славата – 1960